# Suplji Kamen
Suplji Kamen (macedónul: Шупљи Камен) település Észak-Macedóniában, az Északkeleti körzetben, Kumanovo községben.

## Népesség
| Lakosok száma | 550  | 626  | 689  | 504  | 236  | 136  | 124  | 81   | 53   |
|               | 1948 | 1953 | 1961 | 1971 | 1981 | 1991 | 1994 | 2002 | 2021 |

- 2002-ben 81 lakosa volt, akik közül 80 macedón és 1 szerb.